# Lo siento, mi amor (álbum)
Lo siento, mi amor es el segundo álbum de estudio de la cantante y actriz Kika Edgar, formado por 11 temas que homenajean a Lupita D'Alessio y festejan sus 23 años de vida artística.
Consiguió Disco platino y superando las 100 000 mil copias vendidas en México.[cita requerida]

## Lista de temas
1. Lo siento, mi amor
2. Mudanzas
3. Acariciame
4. Inocente pobre amiga
5. Como tú
6. Mentiras
7. Que esperabas
8. Ese hombre
9. Ni guerra ni paz
10. Que ganas de no verte
11. Leona dormida

## Ventas
Estas son las ventas y posiciones del álbum Lo siento mi amor hasta el momento:
- México:#4:100 000 copias, Disco de Platino

- Datos: Q5978110